# Enisala (zamek)
Zamek Enisala (Heracleea) – ruiny średniowiecznego zamku położone w pobliżu miejscowości Enisala, w Rumunii, na terenie krainy historycznej Dobrudża, kilka kilometrów od wybrzeża Morza Czarnego.

## Historia
Pierwszą warownię na wapiennym urwisku ponad zatoką Morza Czarnego zbudowali w średniowieczu Bizantyńczycy. Została rozbudowana w XIII lub XIV w. przez Genueńczyków. Za panowania Mirczy Starego Enisala znalazła się w rękach wołoskich, a w 1416 lub 1417 r. opanowali ją Turcy. 
Gdy granice osmańskiego panowania przesunęły się poza deltę Dunaju, a położone u podnóża zamku zatoka została przez zamulenie odcięta od Morza Czarnego (powstało w ten sposób jezioro Razim), forteca straciła strategiczne znaczenie i została opuszczona.
Mury genueńskiej twierdzy miały 3 m grubości i 6–7 m wysokości. Była zbudowana na nieregularnym planie: od północnego wschodu znajdowały się dwie prostokątne wieże, a ściana zachodnia była wysunięta do przodu. Obecnie zamek znajduje się w ruinie.
U podnóża wzgórza panującego nad płaską nadmorską okolicą, znaleziono pozostałości rzymskiego obozu z IV w.;  odkryto tu też dwie duże nekropole: gecką (dacką) z IV w. p.Chr. i średniowieczną, z XV w.